# Lija Achedžakova
Lija Medžidovna Achedžakova (rusky Лия Меджидовна Ахеджакова; * 9. července 1938 Dněpropetrovsk, Ukrajinská SSR) je sovětská a ruská filmová a divadelní herečka.

## Životopis
Achedžakova se narodila v ukrajinském Dněpropetrovsku. Vyrůstala v divadelní rodině v Majkopu. Její otec, Medžid Salehovič Achedžakov (1914–2012), byl čerkeský šlechtic, který působil jako ředitel Národního divadla Adygejské republiky. Její matka, Julija Alexandrovna Achedžakova (1916–1990), byla herečkou ve stejném činoherním divadle. Když jí bylo 10 let a její matka a teta trpěly tuberkulózou, napsala dopis Josifu Stalinovi s žádostí o pomoc. V reakci na to byl její rodině doručen vzácný lék.
V roce 1956 nastoupila na Moskevský institut neželezných kovů a zlata, kde studovala 18 měsíců. Poprvé se objevila na jevišti v roce 1961 v Moskevském divadle mládeže. V roce 1962 absolvovala Ruskou akademii divadelního umění (GITIS). V roce 1977 nastoupila do divadla Sovremennik.
Jako filmová herečka se Achedžakova stala známou díky rolím ve filmech Eldara Rjazanova, včetně Táni v Ironii osudu (1975).

## Politické názory
V srpnu 1991 se postavila proti pokusu o puč, kterým se konzervativní křídlo komunistů pokusilo ovládnout zemi a odstranit z jejího vedení Michaila Gorbačova. Během ruské ústavní krize v roce 1993 v noci před útokem na Bílý dům v Moskvě se Achedžakova a několik dalších herců zúčastnilo živého vysílání. Achedžakova během něj vyjádřila podporu Borisi Jelcinovi a zároveň kritizovala armádu za to, že občany nechrání před starou sovětskou ústavou. Vyzvala lidi, aby se probudili nebo „se komunisté vrátí“. Jelcin sledoval přenos ve své kanceláři. Později ve svých pamětech napsal: „Vždy si budu pamatovat Achedžakovou – šokovanou, křehkou, ale pevnou a odvážnou“. Za její projev ji kritizoval např. politik Alexandr Ruckoj a další, kteří vinili inteligenci z eskalace konfliktu.
Achedžakova je kritikem současné ruské politiky. Protestovala proti zákonu, který zakazuje adopci ruských dětí americkými občany, proti pronásledování Michaila Chodorkovského a uvěznění Vasilije Aleksanjana. V roce 2013 Achedžakova obdržela cenu od moskevské Helsinské skupiny za „ochranu lidských práv prostřednictvím kultury a umění“.
Na shromáždění v Moskvě v roce 2014 se pozitivně vyjádřila k Euromajdanu, který vedl ke svržení proruského prezidenta Viktora Janukovyče. Shromážděné vyzvala, aby uctili prodemokratické demonstranty zabité v Kyjevě. Spolu s Eldarem Rjazanovem, Jurijem Ševčukem, Andrejem Makarevičem, Andrejem Končalovským a dalšími vyjádřila nesouhlas s ruskou politikou vůči Ukrajině. Po sestřelení letu Malaysia Airlines 17 veřejně přečetla báseň Andreje Orlova Requiem za MH17, v níž se jako Rus za incident omluvil.
Vystoupila proti ruské invazi na Ukrajinu v roce 2022, kterou označila za šílenství. V září 2023 ruské ministerstvo vnitra zahájilo vyšetřování Achedžakové z diskreditace ruské armády. Měla se jí dopustit tím, že po červencovém vystoupení v Brémách držela na pódiu ukrajinskou vlajku.

## Ocenění
V roce 1994 získala titul Lidová umělkyně Ruska. Získala dvě ceny Nika.